# Theodosius Dobjansky
Pour les articles homonymes, voir Théodose.
Theodosius Dobzhansky (russe : Феодо́сий Григо́рьевич Добржа́нский, ukrainien : Феодосій Григорович Добжанський, Feodossi Grigorovitch Dobjanski), parfois retranscrit en français sous la graphie Théodore Dobjansky, né le 25 janvier 1900 et mort le 18 décembre 1975, est un éminent biologiste, généticien et théoricien de l'évolution. Il fut l'un des principaux contributeurs et promoteurs de ce qui allait devenir la théorie synthétique de l'évolution, ainsi qu'un penseur à part entière qui a tenté tout au long ses recherches de comprendre le sens du monde et de la vie au regard de cette théorie.

## Éléments historiques
Theodosius Dobzhansky est né le 25 janvier 1900 dans la ville de Nemirov, en Ukraine, alors placée sous l'autorité de l'Empire de Russie. Il était fils unique. Très jeune, il commence à collectionner les papillons. À l'âge de 12 ans, Dobzhansky prévoit déjà d'étudier les sciences naturelles à l'université de Kiev.
Vers 1915, il lit L'Origine des espèces de Charles Darwin et en discute avec un ami. La lecture de cette œuvre renforce sa volonté de devenir biologiste. Il termine rapidement ses études, et obtient un poste d'assistant à la faculté d'agriculture, institut polytechnique de Kiev.
Malgré les difficultés qu'il connait à l'université, il conserve son enthousiasme et s'attèle à l'étude des coccinelles. Durant ces années, il se découvre un intérêt certain pour la génétique moderne, aidé en cela par un jeune professeur de botanique, Gregory Levitsky. En 1927, conscient de se heurter à un plateau dans sa compréhension de l'évolution dans la nature, il décide d'émigrer avec son épouse aux États-Unis, où il travaille dans le groupe de Thomas Hunt Morgan.
En 1932, il écrit un article sur la variabilité et l'évolution des coccinelles, publié dans le journal American Naturalist. Ses études en génétique des populations nourrissent sa réflexion sur l'évolution des races et des espèces à travers le processus d'adaptation. Il découvre que les espèces ont tendance à posséder une grande variété de gènes, apparemment inutiles dans un environnement présent, mais apportant à l'espèce dans son ensemble une vaste diversité génétique, garantissant une adaptation efficace à de nouveaux environnements. Il est fait membre étranger de la Royal Society en 1965. Il est lauréat de la Médaille Daniel Giraud Elliot en 1941 et de la Médaille Franklin en 1973.
Il meurt au cours d'un voyage à San Jacinto (Californie) en 1975.

## Contributions à la théorie de l'évolution

### Synthèse évolutionniste
Dobzhansky apparaît comme une figure centrale de la théorie synthétique de l'évolution. Il est généralement présenté comme l'auteur de la première synthèse évolutionniste moderne (néo-darwiniste) avec son premier ouvrage, publié en 1937 sous le titre Genetics and the origin of species. Cet ouvrage est considéré comme la synthèse la plus ambitieuse jamais tentée depuis Darwin, tant par l'importance des données scientifiques qu'il apporte que par l'audace des propositions théoriques qu'on y trouve.
En plus de cette œuvre majeure, Dobzhansky réalise à partir de 1937 une longue et riche étude expérimentale du polymorphisme génétique des populations sauvages. Cette étude, étalée sur près de quarante ans, constitue le programme de recherches expérimentales le plus important de l'histoire de la génétique des populations. Elle forme une série intitulée The genetics of natural populations où Dobzhansky traite aussi bien des « inversions chromosomiques » que des mutations génétiques.

### Théorie de l'espèce
Durant les premières années, Dobzhansky jette les bases d'une théorie génétique de la formation des espèces. Le concept central de cette théorie est la notion de « mécanisme d'isolement », notion que Dobzhansky a formulé pour la première fois en 1935. D'après lui, l'espèce est le résultat du processus évolutif à partir duquel « plusieurs ensembles qui étaient auparavant en relation d'entrecroisement, réel ou potentiel, se séparent en au moins deux ensembles distincts, entre lesquels il ne peut plus y avoir désormais d'entrecroisement. » Le concept de mécanisme d'isolement recouvre l'ensemble des facteurs – internes ou externes aux organismes – qui conduisent à cette différenciation. Ce sont principalement :
1. l'isolement géographique (cause externe de différenciation) ;
2. les mécanismes génétiques et physiologiques de l'isolement reproductif qui sont propres à la biologie des organismes (causes internes de différenciation).

Dobzhansky renouvelle ainsi le concept d'« espèce » qu'il définit comme unité biologique. C'est à partir de ce nouveau concept d'espèce que la génétique fait son entrée dans la systématique. La génétique des populations sera dès lors la référence obligatoire de la théorie de l'espèce.

### Néo-darwinisme et organicisme
Dobzhansky prolonge et réactualise Darwin sur deux points essentiels :
1. il ébauche une théorie de l'espèce et de la spéciation ;
2. il applique aux populations sauvages la génétique évolutionniste issue d'une science de l'hérédité qui manquait à Darwin.

Par sa méthodologie holiste qui prend en considération les relations au sein d'un large éventail d'individus, Dobzhansky ouvre aussi la voie à l'organicisme : la population sera pensée avec lui comme un organisme dont la physiologie transcende celle des individus.

## Conceptions philosophiques
Bien qu'il ait été l'un des fondateurs de la théorie synthétique de l'évolution, Dobzhansky ne pensait pas que cette théorie puisse à elle seule répondre à l'ensemble des grandes questions de l'évolution, notamment celles concernant l'émergence du vivant et de la conscience. C'est pourquoi il n'aura de cesse d'élargir le champ de son investigation et de sa réflexion au-delà des questions proprement scientifiques, élaborant ainsi une véritable conception philosophique du monde.

### Autonomisation du vivant et émergence de la conscience

#### Développement de l'arbre de la vie
Dobzhansky est convaincu que l'homme se trouve au sommet du processus évolutif en tant que produit « suprême » (supreme product), voire chef-d’œuvre (greatest master piece), de l'évolution biologique. Cette conviction anthropocentrique maintenue tout au long de son œuvre repose sur la notion centrale d'un arbre de vie produisant des systèmes vivants complexes toujours plus autonomes par rapport à leur environnement. Lorsque ces systèmes atteignent un certain degré de complexité, l'expérience sensorielle et la conscience surviennent comme des moyens pour ces systèmes de s'informer sur leur environnement et de s'en affranchir progressivement :
« Rétrospectivement, l'évolution dans son ensemble suivait hors de tout doute une direction générale, simple puis complexe, dépendante de l’environnement, puis relativement indépendante de celui-ci, pour s'acheminer vers une autonomie grandissante des individus, vers un développement croissant des organes des sens et du système nerveux qui transmettent et traitent l'information sur l’environnement de l'organisme, et enfin vers une conscience de plus en plus grande. ».
Au fur et à mesure de son développement historique, la vie se complexifie, accroît sa capacité d'adaptation à l'égard de l'environnement par le développement cérébral et parvient ainsi à acquérir une autonomie de plus en plus grande. Il s'agit pour Dobzhansky d'un véritable processus de libération face aux contraintes du milieu, qui est parti de la matière primordiale pour aboutir au cerveau et à la conscience de l'homme. Dobzhansky s'appuie sur des exemples concrets de la paléontologie et de la zoologie pour illustrer les principales manifestations de cette autonomie croissante du vivant par rapport à son environnement.
L'arbre de la vie ne représente donc pas seulement un processus de diversification des formes vivantes à travers les temps géologiques ; il traduit aussi un développement de la vie par ajout continuel de nouvelles fonctions se superposant aux anciennes, de sorte que de nouvelles fonctions toujours plus complexes apparaissent, et que surgisse finalement la conscience humaine. Ce processus génère une véritable nouveauté, notamment lors des étapes cruciales de l'évolution que sont le passage de la matière inerte au vivant ou du vivant à l'humain.

#### Autonomie, domination et transcendance de l'homme
La nouveauté ou « créativité » engendrée par la complexification de la matière et du vivant s'accroît elle-même au cours de l'évolution, jusqu'à engendrer chez l'homme l'expérience de la liberté :
« L'évolution se compose d'éléments créatifs. De plus, la créativité s'est accrue au fur et à mesure de l'évolution du monde vivant et jusqu'ici elle a atteint son apogée chez l'homme qui fait l'expérience de la liberté dans sa propre existence. »
En outre, avec l'homme, un processus d'acquisition et de transmission de la connaissance – la culture – se  superpose au processus biologique de l'hérédité. La culture offre désormais à l'homme un instrument puissant pour s'affranchir davantage des contraintes du milieu, lui évitant même la destinée funeste de l'extinction :
« L'espèce humaine a atteint le sommet de la sûreté biologique. Il est peu probable qu'elle s'éteigne à cause de conflits avec son environnement physique ou biologique »
Ultimement, avec le développement en l'homme de la conscience de soi, ce processus évolutif inéluctable permet non seulement à des individus de s'extraire des contraintes du milieu, mais encore de transcender leur propre nature biologique. Il déclare en ce sens :
« Les trois milliards d'années de tâtonnement opportuniste ont donné lieu, sur la terre, à la transformation de certains descendants de la boue primordiale en de magnifiques systèmes vivants qui dominent leur environnement. L'un de ces systèmes vivants a transcendé  la biologie en développant la conscience de soi et la conscience de la mort. »
Cette forme de transcendance par l'esprit et la culture est spécifique à l'homme et elle le place en position dominante dans le monde vivant. Avec les sciences de la biologie, elle fait même de lui le maître potentiel du processus évolutif :
« On ne peut avoir le moindre doute sur le fait que l'homme soit l'espèce dominante. Avec le développement de la technologie biologique, les autres espèces n'existeront que par la tolérance de l'homme […] Le sommet biologique de l'homme est un lieu qu'il occupe seul ; aucune autre espèce ne peut aspirer à lui disputer. »
Toutefois, Dobzhansky ne soutient pas une conception téléologique de l'évolution qui ferait d'elle un processus qui devait, par une sorte de finalité, aboutir à l'homme et à sa domination. Il considère plutôt l'évolution comme un mécanisme aveugle, ordonné à la production de systèmes de moins en moins dépendants des conditions extérieures. Ce mécanisme, qui s'effectue à l'échelle cosmique, consiste en une séquence linéaire d'étapes – matière inerte, vie biologique, conscience humaine – dont chacune transcende la précédente. L'homme, avec sa conscience et sa culture, représente alors une forme ultime de transcendance.

### Non-réductionnisme
Theodosius Dobzhansky est connu pour avoir cherché à contrer le projet de réduction des phénomènes biologiques aux mécanismes physico-chimiques. Ce programme de réduction est appliqué dans certaines disciplines comme la biochimie et la biophysique. Il s'oppose également à l'idée qu'un déterminisme strict régit tous les phénomènes biologiques. Si le déterminisme semble régir de façon stricte les niveaux inférieurs de la matière, son action est moins contraignante aux niveaux supérieurs, comme ceux du génome ou de l'espèce. Dobzhansky ne défend pourtant pas une conception anti-réductionniste généralisée à tout le champ de la biologie. En effet, il distingue deux types de biologie :
1. une biologie moléculaire dite cartésienne et essentiellement réductionniste ;
2. une biologie dite darwinienne et « organismique » qui se caractérise par l'étude « holiste » (globale et non réductionniste) des niveaux supérieurs de la matière situés au-dessus du niveau moléculaire.

Si l'approche réductionniste de la biologie peut décrire et expliquer les phénomènes biologiques à l'échelle moléculaire, en tant que processus physico-chimiques, cette approche ne peut recouvrir la réalité et la spécificité des niveaux supérieurs. Cette position revient à affirmer  qu'à partir des phénomènes physiques « émergent » de façon non prédictible des phénomènes biologiques à un niveau supérieur d'organisation :
« En biologie, il est rarement possible de déduire ou prédire des réalités supérieures (patterns) à partir d'une description des éléments constitutifs. En fait, il y a peu à gagner de telles prévisions. La raison en est très simple : la complexité extrême des réalités organismiques. »
L'irréductibilité du vivant apparaît notamment dans le rapport que les organismes entretiennent avec l'environnement. Dobzhansky décrit l'interaction complexe entre les organismes et le milieu comme étant de nature « cybernétique », concept qu'il a lui-même forgé et qui fait intervenir des mécanismes de rétroaction.
Du fait de cette irréductibilité des phénomènes organismiques aux phénomènes proprement physiques, l'évolution des organismes vivants doit être interprétée comme une « évolution créatrice », expression empruntée à Henri Bergson. Cette part « créative » de l'évolution rend ce processus en partie contingent. Pour cette raison, l'éventualité du déploiement de la vie ailleurs dans le cosmos pourrait très bien ne pas ressembler à celui de la Terre, même dans le cas où la vie primordiale et les conditions environnementales y seraient semblables aux nôtres. Il est à souligner que cet anti-réductionnisme à l'endroit des rapports entre la biologie organismique et la biologie moléculaire ne se transpose pas aux réalités se trouvant au sein même de la biologie organismique. En effet, Dobzhansky considère que l'évolution biologique s'explique entièrement par les mutations génétiques et l'action au cours du temps de la sélection naturelle sur les gènes.
À l'échelle du cosmos, l'anti-réductionnisme de Dobzhansky est également nuancé. Il estime que l'univers possède une réalité ontologique supérieure qui lui est propre mais que l'évolution biologique fait partie intégrante de l'évolution universelle : « L'évolution a eu lieu sur les plans cosmique, biologique et humain ; ces trois types d'évolution font partie d'un grand processus d'évolution universelle ». Pour Dobzhansky, le caractère révolutionnaire de la théorie de l'évolution darwinienne réside précisément dans la découverte que l'univers tout entier est en évolution.

### Évolution universelle
La notion d'« évolution universelle » est au cœur de la métaphysique de Dobzhansky. Selon cette conception du monde, les trois principales composantes de l'univers – la matière inerte, la vie biologique et la conscience humaine – sont unies par leur participation au tout, et participent à son évolution au-delà des évolutions particulières des principales entités. L'évolution est une caractéristique fondamentale et essentielle de l'univers d'où découlent les évolutions particulières de ces entités. Ce processus évolutif peut être caractérisé par quelques grands principes :
1. L'univers est en progrès et tend vers ce que l'homme qualifierait d'amélioration ;
2. L'évolution de l'univers est un processus présentement toujours actif et dont le futur est indéterminé ;
3. L'évolution de l'univers est marquée par la croissance de la liberté ;
4. Les trois phases évolutives auxquelles l'univers a été soumis sont irréversibles : il est impossible pour le monde organique de retourner à son état d'origine inorganique, ni pour l'homme de revenir à son état antérieur d'organisme biologique ;
5. Le rythme des transformations majeures de l'univers s'accélère avec le temps.

Dobzhansky conçoit la structure de l'évolution universelle comme une superposition des trois états que sont la matière, la vie et la conscience, où le premier état a transcendé à deux reprises sa nature propre de sorte à donner naissance à un nouvel état. Ce processus s'effectue sans mettre fin ni à l'existence de l'état antérieur, ni à son dynamisme évolutif spécifique :
« En aucun cas la nouvelle évolution ne remplace ou n'abolit la précédente. L'évolution cosmique s'est poursuivie après l'apparition de la vie, et l'évolution cosmique autant que l'évolution biologique se sont poursuivies après l'évolution de l'homme. »
Il considère que l'univers est en création continue à un rythme toujours plus soutenu après chaque transition : 
« L'évolution est un processus créateur. La créativité est plus accentuée dans l'évolution culturelle de l'homme. Elle l'est moins dans l'évolution biologique et moins encore dans l'évolution de la matière inerte. »
Il décrit la succession des trois phases de l'univers comme l'action de lois qui ne s'appliquent pas aux niveaux précédents. Chaque phase a donc son système spécifique de causalité. L'émergence de nouveaux systèmes de causalité ne résulte pas de l'apparition de nouvelles entités dans le monde mais plutôt de l'apparition de nouvelles combinaisons (patterns) réalisées sur la base des phénomènes de niveaux sous-jacents. La nature hiérarchique de cet univers implique l'émergence de nouveaux systèmes d'organisation qui, sans être théoriquement irréductibles, ne peuvent être décrits et expliquées dans les termes qui s'appliquent aux niveaux sous-jacents. C'est ce qui explique la spécificité de l'évolution humaine :
« La singularité de l'évolution humaine émane d'un arrangement [pattern] particulier de forces évolutives plutôt que de l'ajout d'un agent inconnu ou insondable. L'influence de la culture sur le modèle évolutif de l'espèce humaine se produit alors par le biais des causalités biologiques […] Mais cette nouvelle évolution, qui implique la culture, se produit suivant ses propres lois, que l'on ne peut déduire des lois biologiques bien qu'elles ne soient pas contraires à ces dernières.»
Ainsi, la nouveauté qualitative de l'état humain, conjuguant la culture et la conscience, « est la nouveauté d'une certaine combinaison, et non pas de ses éléments constitutifs.». Il en va de même de la nouveauté qualitative de l'état biologique par rapport à l'état proprement matériel, régit par des mécanismes plus simples. L'univers entier s'est ainsi stratifié au fur et à mesure de son évolution.

### Humanisme scientifique et prométhéisme
Au regard de Dobzhansky, le constat d'une évolution universelle est une source profonde d'espoir pour l'homme. Puisque tous les aspects de l'univers sont en perpétuel changement, l'homme ne se trouve pas devant le fait accompli d'un univers achevé. L'espoir réside alors dans la possibilité pour l'homme d'orienter les changements dans une direction jugée bénéfique. Mais l'homme peut tout aussi bien choisir de se laisser dériver avec le courant de l'évolution universelle. Ce choix entre deux options évolutives est spécifique à l'homme :
« Aucune espèce avant l'homme ne pouvait choisir sa destinée évolutive. Doté de connaissances, l'homme peut le faire. Il peut amener l'évolution de l'espèce humaine dans la direction qu'il considère bonne et souhaitable, ou il peut choisir de se laisser dériver par l'évolution, oublieux des conséquences. »
Dobzhansky ajoute aussitôt que l'immobilisme est une option impossible : « Cependant, il y a une chose qu'il [l'homme] ne peut probablement pas faire : arrêter l'évolution génétique. »
Seules, donc, les modalités du changement – entre directionnalité volontaire et déterminisme aveugle – peuvent varier. Mais l'idée que l'homme s'en remette aux forces biologiques aveugles comme la sélection naturelle, au risque de subir un déclin, voire une extinction, serait pour Dobzhansky une folie (folly). Par ailleurs, il considère qu'en contrepartie des nombreux bénéfices qu'a produit la culture dans le passé, de nouveaux problèmes apparaîtront dans le futur. L'entrée de l'homme dans une « niche culturelle » a en effet pour conséquence inévitable la diminution de la pression adaptative et l'accumulation progressive d'un « fardeau génétique », expression dont Dobzhansky est à l'origine et qui désigne l'ensemble des mutations génétiques héritées qui sont défavorables au bien-être et au progrès de l'homme. L'option retenue par lui consiste alors à diriger l'évolution humaine future, et ce, à l'aide de la connaissance des mécanismes de l'évolution. Cette option peut être qualifiée de projet prométhéen puisqu'elle ne consiste pas seulement à proposer un processus évolutif plus favorable à l'homme, mais également à imposer une direction morale à tout l'univers : « L'homme peut acquérir suffisamment de connaissances pour diriger sa propre évolution et celle des autres espèces, et en fin de compte peut-être, celle de l'univers entier. » L'homme est même appelé, selon Dobzhansky, à édifier « le meilleur univers que l'on puisse imaginer (the best thinkable universe). »
Dobzhansky est ainsi convaincu que les connaissances que l'homme peut acquérir rend possible des  perspectives futures extraordinaires. Il va jusqu'à entrevoir une nouvelle transcendance à l'échelle du cosmos résultant de la création d'une nouvelle espèce humaine supérieure à l'humanité actuelle : « L'évolution humaine peut même peut-être aspirer à atteindre un niveau surhumain.».
Au regard de ces possibilités d'avenir, une lourde responsabilité incombe aux scientifiques. La science se doit d'être anthropocentrique ou humaniste. Notre connaissance de la nature doit servir notre compréhension de la place de l'homme dans l'univers et du rôle qu'il peut y occuper, afin d'orienter notre évolution future dans un sens favorable.

### Synthèse philosophique
Pour Dobzhansky, les sciences naturelles ne permettent pas d'intégrer la réalité proprement humaine et son sens. En outre, il estime que l'humanisme scientifique susceptible d'intégrer cette réalité est une entreprise trop récente pour fournir tous les éléments nécessaires à la compréhension de la place de l'homme dans l'univers. Face à cette impossibilité, il est nécessaire de concevoir une synthèse philosophique cohérente entre science, religion, esthétique et d'autres champs de la culture. Cette synthèse ou « vision du monde » (Weltanschaung) doit permettre de comprendre les grandes questions en faisant appel à d'autres sources de connaissance et de sensibilité que celles qui résident dans la science elle-même.
Dobzhansky définit le rôle pratique de cette synthèse en lien avec le génie génétique : tandis que celui-ci offre la possibilité de diriger l'avenir de l'homme et de l'univers, c'est sur un savoir plus philosophique qu'il faut s'appuyer pour déterminer les choix à faire dans la réalisation de ce projet.

### Dobzhansky et Teilhard de Chardin
Dobzhansky ne cache pas son admiration pour la philosophie de Teilhard de Chardin. Il partage avec lui l'idée que l'évolution universelle comprend trois niveaux d'évolution :
1. la cosmogenèse qui opère dans le monde inorganique ;
2. la biogenèse qui engendre le monde organique ;
3. la noogenèse qui concerne l'homme, sa conscience et sa culture.

Il voit dans la philosophie de Teilhard de Chardin une partie de la synthèse philosophique qu'il attend : « Le plus grand intérêt des travaux de Teilhard de Chardin réside dans le fait qu'ils forment une synthèse de la science, de la métaphysique et de la théologie. » Parmi les positions qu'il lui attribue, il adhère aux thèses suivantes :
1. l'intérêt des connaissances extra-scientifiques doit être reconnu ;
2. les divers aspects de l'évolution dans l'univers sont partie intégrante d'une seule et même évolution ;
3. l'évolution universelle est directionnelle et progressive ;
4. l'ensemble du processus évolutif universel tend vers toujours plus de liberté ;
5. le sens de la vie humaine réside dans le rôle que peut remplir l'homme dans cette évolution.

Contrairement à Teilhard de Chardin, en revanche, Dobzhansky se refuse à faire des spéculations de type théologique sur le point culminant de l'évolution universelle qui, chez le paléontologue et théologien français, consiste en une sorte de fusion entre l'homme et son créateur (point Omega). Pour Dobzhansky, l'issue du processus évolutif n'est pas prédéterminée, ni à l'échelle de l'homme ni à l'échelle de l'univers. Il voit en l'homme actuel le potentiel d'une nouvelle transcendance évolutive qui pourrait très bien ne pas se réaliser et dont la direction précise n'est pas fixée. En outre, Dobzhansky ne partage pas la conception partiellement « orthogénétique » de Teilhard, qui associe la directionnalité de l'évolution à un principe interne indépendant de la sélection naturelle. Mais il considère la philosophie de Teilhard de Chardin comme une étape dans l'élaboration de la synthèse philosophique à venir :
« Il importe de ne pas prendre la synthèse de Teilhard comme une structure terminée. Au contraire, il faut sans contredit la réexaminer et l'améliorer au fur et à mesure que les diverses branches de la pensée humaine qui ont contribué à la former s'enrichiront de connaissances et de perspectives. »
Dobzhansky tentera dès lors d'actualiser la synthèse philosophique de Teilhard en la traduisant en termes de mécanismes néo-darwiniens.

## Eugénisme scientifique
Dobzhansy est préoccupé par le problème des maladies héréditaires de l'homme qui conduisent selon lui à un dilemme :
« Si nous permettons aux faibles et aux difformes de survivre et de se multiplier, nous nous exposons à un crépuscule génétique ; mais si nous les laissons souffrir et mourir quand nous pouvons les sauver ou les aider, nous sommes devant la certitude d'un crépuscule moral ».
Face à ce dilemme, il n'existe selon Dobzhansky qu'une seule solution, celle d'un « eugénisme réellement scientifique » reposant sur l'information, l'éducation et la consultation génétique. Il affirme aussi que « bien qu'elle ait été temporairement déformée par les racistes, la conception eugéniste est saine, puisqu'elle se fonde sur le bien-être humain, tant celui des individus que celui des sociétés, sur le bon état du patrimoine héréditaire des populations ». L'eugénisme s'impose comme une thérapeutique scientifique face au développement à venir des tares de l'humanité. Par l'artifice de la culture et des pratiques sociales, l'homme s'écarte de l'ordre naturel. Il est donc nécessaire de l'y ramener par le biais d'un nouvel artifice : la sélection eugénique. Il s'agit alors de « remplacer la sélection naturelle par une sélection artificielle. » Dobzhansky affirme l'urgence du développement des sciences génétiques pour répondre à cet impératif :
« Il est urgent de pousser l'étude de la génétique en général et celle de l'homme en particulier. Car si la sélection naturelle n'agit pas comme nous le voudrions, il faudra y porter remède. Elle devra être remplacée par une sélection eugénique. Idée qui forme le fond même de l'eugénique, qui est la science appliquée du mieux-être de l'homme. »
Pour Dobzhansky, on se trouve même devant la menace « d'un crépuscule biologique de l'humanité » résultant de son fardeau génétique. Il affirme que « si l'on veut avoir quelque chance de les persuader de renoncer à avoir des enfants, il faudrait éduquer les personnes atteintes de graves déficiences héréditaires pour leur faire comprendre ce que signifie leur état. Ou alors, si elles n'ont pas les capacités mentales pour  prendre une décision, leur ségrégation ou leur stérilisation se justifie. »
Toutefois, Daniel Dreuil fait remarquer que Dobzhansky condamnait sévèrement l'idéologie eugéniste avant de l'adopter dans les années 1950. Ainsi, Dobzhansky déclare-t-il en 1937 : 
« Les Jérémies de l'eugénisme nous projettent sans cesse le cauchemar de populations humaines accumulant des mutations récessives qui produiraient des effets pathologiques en position homozygote. Ces prophètes du malheur semblent ignorer le fait que les espèces sauvages ne sont pas mieux loties dans leur contexte naturel que l'homme dans son contexte artificiel ; et pourtant, la vie n'est pas prête à disparaître de cette planète. Cette plainte eschatologique qui affirme l'insuffisance de la sélection naturelle à opérer au sein des populations humaines est plus proche des convictions politiques que de la science. ».
D'après Daniel Dreuil, c'est la notion de fardeau génétique introduit par le généticien H. J. Muller en 1950 qui aurait conduit Dobzhansky à changer radicalement de position sur la question de l'eugénisme, acceptant dès lors l'irruption de l'idéologie au sein du darwinisme. Richard Delisle interprète quant à lui l'engagement eugéniste de Dobzhansky comme une conséquence de sa philosophie évolutionniste.

## Citations
- « Nothing in Biology Makes Sense Except in the Light of Evolution. » (1973)
Traduction : « rien en biologie n'a de sens, si ce n'est à la lumière de l'évolution. »

## Publications
- Genetics and the Origin of Species (1937)
- Mankind Evolving: The Evolution of the Human Species (1962)
- "Biology, Molecular and Organismic", American Zoologist, Vol.4, No.4 (November 1964), p. 443-452
- The Biology of Ultimate Concern (1967)
- Genetics of the Evolution Process (1970)
- Genetic Diversity and Human Equality (1973)
- "Nothing in Biology Makes Sense Except in the Light of Evolution", American Biology Teacher, Vol.35 (March 1973), p. 152-129